# Sarasaeschna pramoti
Sarasaeschna pramoti – gatunek ważki z rodziny żagnicowatych (Aeshnidae).